# نضال الشافعي
نضال الشافعي هو ممثل مصري وهو أحد خريجي المعهد العالي للفنون المسرحية، قسم التمثيل والإخراج دفعة 1999 كما تلقى دورة باستوديو مركز الإبداع على يد المخرج المسرحي خالد جلال.

## حياته الفنية
بدأ حياته الفنية على المسرح حيث شارك بالتمثيل في العديد من المسرحيات التي قدمت على خشبة مسرح الدولة ومن أهم أعماله محاكمة غانم سعيد، المجند 311، ومسافر ليل إلى جانب الكثير من العروض الأخرى.
أول ظهور سينمائي له كان عام 2005 في فيلم ملاكي إسكندرية مع غادة عادل وأحمد عز ومن إخراج ساندرا نشأت.
ولكن انطلاقته الحقيقية كانت عام 2006 من خلال مسلسل سيت كوم تامر وشوقية حيث جسد دور سيد أخو شوقية.
عام 2007 شارك في مسلسل لحظات حرجة من خلال دور الدكتور تامر الطبيب المستهتر كما شارك بدور الشقيق الأخرس في فيلم الجزيرة مع الفنان أحمد السقا من إخراج شريف عرفة.
عام 2008 شارك في الجزء الثاني من مسلسل تامر وشوقية كما قدم المسلسل الإذاعي مجنون ليلى.
عام 2009 شارك في الجزء الثالث من مسلسل تامر وشوقية ومسلسل هالة والمستخبي دور مذيع لامع يتعرض لابتزاز من جهات مختلفة وقدم مسلسل إذاعي بعنوان من قتل تامر وزة. كما شارك في فيلم إبراهيم الأبيض مع الفنان أحمد السقا وهند صبري ومن إخراج مروان حامد وفيلم بدل فاقد مع أحمد عز ومنة شلبي وإخراج أحمد علاء الديب كما ظهر كضيف شرف في فيلم بوبوس للفنان عادل الإمام ويسرا وإخراج وائل إحسان.
عام 2010 شارك في مسلسل لحظات حرجة الجزء الثاني ودور رئيس نيابة في مسلسل شاهد إثبات ومسلسل سنوات الحب والملح وظهر كضيف شرف في مسلسل عايزة اتجوز للفنانة هند صبري. كما قام بشخصية خالد في فيلم الثلاثة يشتغلونها ولمع في دور فرحات الكردي في فيلم الديلر وشارك في فيلم الطريق الدائري.
عام 2011 لعب دور البطولة في فيلم يا أنا يا هو بشخصيتان حازم وسعيد من إخراج تامر بسيوني.
عام 2012 شارك في مسلسل فرقة ناجي عطا الله بشخصية عبد الجليل الذي يقوم فيها بمساعدة ناجي عطا الله (عادل إمام) بسرقة بنك من إسرائيل. وقام بدور عمر في مسلسل فرتيجو مع هند صبري، ومسلسل لحظات حرجة الجزء الثالث وسيت كوم الهلالي سلالم مع منة فضالي 
ومثل في رمضان 2013 في مسلسل الشك حيث ظهر في دور أدهم زوج وسيلة (مي عز الدين)
وقام في عام 2013 أيضا ببطولة فيلم جرسونيرة.
وفي رمضان 2014 قام بدور (مروان) في مسلسل (دلع بنات)
وقام في عام 2015 ببطولة مسلسل (الشطرنج) بدور فتحي

## أعماله

### الأفلام
- 2005: ملاكي إسكندرية
- 2007: الجزيرة
- 2009: بوبوس
- 2009: بدل فاقد
- 2009: إبراهيم الأبيض
- 2010: الطريق الدائري
- 2010: الديلر
- 2010: الثلاثة يشتغلونها
- 2011: يا انا يا هوه
- 2013: جرسونيرة
- 2014: الجزيرة 2
- 2017: عمر الأزرق
- 2019: ضغط عالي
- 2020: زنزانة 7
- 2020: خان تيولا
- 2021: الورشة

### المسلسلات
- 1998: امرأة من زمن الحب
- 1999: نسر الشرق (ج1)
- 2000: نسر الشرق (ج2)
- 2006: تامر وشوقية (ج1)
- 2006: لحظات حرجة
- 2007: تامر وشوقية (ج2)
- 2008: تامر وشوقية (ج3)
- 2009: حكايات وبنعيشها
- 2009: حرمت يا بابا
- 2009: تامر وشوقية (ج4)
- 2010: لحظات حرجة (ج2)
- 2010: عايزة أتجوز
- 2010: شاهد إثبات
- 2010: سنوات الحب والملح
- 2012: لحظات حرجة (ج3)
- 2012: فيرتيجو
- 2012: فرقة ناجي عطا الله
- 2012: الهلالي سلالم
- 2013: الشك
- 2014: دلع بنات
- 2015: لما تامر ساب شوقية
- 2015: شطرنج (ج1، ج2)
- 2015:الوسواس
- 2016: شطرنج (ج3)
- 2017: الجماعة 2
- 2019: قيد عائلي
- 2020: خط ساخن
- 2020: في يوم وليلة
- 2021: الاختيار 2
- 2021: هجمة مرتدة
- 2021: ورا كل باب ج 2
- 2022: دايما عامر
- 2022: ملف سري
- 2024: الحشاشين
- 2024 : جري الوحوش
- 2024: نقطة سوداء

### المسلسلات الإذاعية
- 2008: مجنون ليلى
- 2009: من قتل تامر وزة
- 2014: المستخبي
- 2018: لست وحدك

### المسرحيات
- «محاكمة غانم سعيد» على خشبة مسرح الدولة
- «المجند 311» على خشبة مسرح الدولة
- «مسافر ليل» على خشبة مسرح الدولة
- 2019: الملك لير

## روابط خارجية
- وفاة زوجة الفنان نضال الشافعي بعد أيام من رحيل والدتها
- تفاصيل وفاة زوجة نضال الشافعي.. موعد جنازتها ومكان التشييع
- حمزة العيلي ينعي زوجة نضال الشافعي: كانت نموذجاً في الاحترام والرقي
- تفاصيل وفاة زوجة نضال الشافعي.. موعد جنازتها ومكان التشييع

نضال الشافعي على موقع IMDb (الإنجليزية)
- نضال الشافعي على موقع الدهليز
- نضال الشافعي على موقع قاعدة بيانات الأفلام العربية
- نضال الشافعي على موقع قاعدة بيانات الفيلم (الإنجليزية)
- نضال الشافعي على موقع ليتربوكسد (الإنجليزية)